# Tandilia
Tandilia là một chi bướm đêm thuộc họ Noctuidae.